# Peperomia oahuensis
Peperomia oahuensis är en pepparväxtart som beskrevs av C. Dc.. Peperomia oahuensis ingår i släktet peperomior, och familjen pepparväxter. Inga underarter finns listade i Catalogue of Life.